# Bégole
Bégole – miejscowość i gmina we Francji, w regionie Oksytania, w departamencie Pireneje Wysokie.
Według danych na rok 1990 gminę zamieszkiwało 170 osób, a gęstość zaludnienia wynosiła 17 osób/km² (wśród 3020 gmin regionu Midi-Pireneje Bégole plasuje się na 893. miejscu pod względem liczby ludności, natomiast pod względem powierzchni na miejscu 1087.).